# Lewiston (Maine)
Lewiston ist eine City  im Androscoggin County des Bundesstaates Maine in den Vereinigten Staaten.
Lewiston hat 37.121 Einwohner (Stand 2020) in 15.617 Haushalten auf einer Fläche von 91,1 km², wovon 2,8 km² Wasserfläche ist. Lewiston liegt im Südwesten Maines an den Fällen des Androscoggin River gegenüber von Auburn. Viele meinen, Lewiston und Auburn gehörten zusammen. Darum werden sie auch vielmals mit LA abgekürzt. In Lewiston befindet sich das Bates College und die University of Southern Maine.

## Geographie
Nach dem United States Census Bureau hat Lewiston eine Gesamtfläche von 92,0 km², von der 88,4 km² Land sind und 3,6 km² aus Gewässern bestehen.

### Geographische Lage
Lewiston liegt zentral im Androscoggin County. Im Westen wird das Gebiet der Town durch den Androscoggin River, der Lewiston auch von Auburn trennt, begrenzt. Im Osten der Town befindet sich der No Name Pond. Mehrere kleinere Bäche fließen durch die City, alle münden im Androscoggin River. Die Oberfläche ist eher eben, die höchste Erhebung ist der 116 Meter hohe Monument David auf dem Gelände des Bates Colleges.

### Nachbargemeinden
Alle Entfernungen sind als Luftlinien zwischen den offiziellen Koordinaten der Orte aus der Volkszählung 2010 angegeben.
- Norden: Greene, 4,8 km
- Osten: Sabattus, 10,8 km
- Südosten: Lisbon, 10,7 km
- Süden: Durham, 6,9 km
- Westen: Auburn, die Zwillingsstadt: wenige 100 Meter östlich am anderen Flussufer

### Stadtgliederung
In Lewiston befinden sich mehrere Siedlungsgebiete: Barkerville, Crowley Junction (ehemalige Eisenbahnstation), Garcelon`s Ferry (Standort eines ehemaligen Postamtes), Lewiston, South Lewiston und Thorne`s Corner.

### Klima
Die mittlere Durchschnittstemperatur in Lewiston liegt zwischen −6,1 °C (21° Fahrenheit) im Januar und 21,7 °C (71° Fahrenheit) im Juli. Damit ist der Ort gegenüber dem langjährigen Mittel der USA um etwa 10 Grad kühler. Die Schneefälle zwischen Oktober und Mai liegen mit über fünfeinhalb Metern knapp doppelt so hoch wie die mittlere Schneehöhe in den USA, die tägliche Sonnenscheindauer liegt am unteren Rand des Wertespektrums der USA.

## Geschichte
Das Gebiet der City wurde im Jahr 1632 als Grant an Thomas Purchase und George Way gegeben. Nach dem Tode dieser beiden ursprünglichen Besitzer wurde der größte Teil dieses Landes Eigentum von Richard Wharton, einem Anwalt aus Boston. Um sein Land zu sichern schloss er im Jahr 1684 einen Vertrag mit Warumbee und fünf anderen Sagamores der Arosaguntacooks. Nach dem Tode von Warton wurde das Land im Jahr 1714 an Thomas Hutchinson, John Wentworth, Adam Winthrop, John Watts, David Jeifries, Sephen Minot, Oliver Noyes und John Rusk für 140 £ verkauft. Nachdem es einige Schwierigkeiten mit den Grenzen gegeben hatte, wurden diese durch Gerichtsbeschluss des Gerichts in Cumberland und Lincoln im Jahr 1814 festgesetzt. Der Grant, nach dem Lewiston besiedelt wurde, wurde an Jonathan Bagley und Moses Little von Newbury, Massachusetts im Jahr 1768 vergeben. Die Bedingungen des Grant sahen vor, dass Bagley und Little 50 Familien mit ebenso vielen Häusern bis Juni 1774 ansiedeln sollten. Außerdem sollte eine Straße nach Durham (damals Royalsborough) gebaut werden. Der Name der Town sollte Lewiston lauten. Die Town wurde im Jahr 1795 gegründet und die City Lewiston im Jahr 1861. Erster Bürgermeister war Jacob 13. Ham. 1809 baute Michael Little eine große Sägemühle an den Fällen des Androscoggin River. Diese brannte dann 1814 durch Brandstiftung ab.
Bei einem Amoklauf am 25. Oktober 2023 wurden zahlreiche Menschen getötet und Dutzende verletzt. Der Angriff fand in einem Grill-Restaurant und auf einer Bowlingbahn statt.

### Besonderes
Lewiston ist der Schauplatz der Stephen-King-Miniserie Kingdom Hospital und war Austragungsort des Box-Schwergewichtsweltmeisterschaftskampfs Muhammad Ali vs. Sonny Liston zwischen Muhammad Ali und Sonny Liston am 25. Mai 1965.

### Einwohnerentwicklung
| Volkszählungsergebnisse – City of Lewiston, Maine | Volkszählungsergebnisse – City of Lewiston, Maine | Volkszählungsergebnisse – City of Lewiston, Maine | Volkszählungsergebnisse – City of Lewiston, Maine | Volkszählungsergebnisse – City of Lewiston, Maine | Volkszählungsergebnisse – City of Lewiston, Maine | Volkszählungsergebnisse – City of Lewiston, Maine | Volkszählungsergebnisse – City of Lewiston, Maine | Volkszählungsergebnisse – City of Lewiston, Maine | Volkszählungsergebnisse – City of Lewiston, Maine | Volkszählungsergebnisse – City of Lewiston, Maine |
| Jahr                                              | 1700                                              | 1710                                              | 1720                                              | 1730                                              | 1740                                              | 1750                                              | 1760                                              | 1770                                              | 1780                                              | 1790                                              |
| ------------------------------------------------- | ------------------------------------------------- | ------------------------------------------------- | ------------------------------------------------- | ------------------------------------------------- | ------------------------------------------------- | ------------------------------------------------- | ------------------------------------------------- | ------------------------------------------------- | ------------------------------------------------- | ------------------------------------------------- |
| Einwohner                                         |                                                   |                                                   |                                                   |                                                   |                                                   |                                                   |                                                   |                                                   |                                                   | 532                                               |
| Jahr                                              | 1800                                              | 1810                                              | 1820                                              | 1830                                              | 1840                                              | 1850                                              | 1860                                              | 1870                                              | 1880                                              | 1890                                              |
| Einwohner                                         | 948                                               | 1.038                                             | 1.312                                             | 1.549                                             | 1.801                                             | 3.584                                             | 7.424                                             | 13.600                                            | 19.083                                            | 21.701                                            |
| Jahr                                              | 1900                                              | 1910                                              | 1920                                              | 1930                                              | 1940                                              | 1950                                              | 1960                                              | 1970                                              | 1980                                              | 1990                                              |
| Einwohner                                         | 23.761                                            | 26.247                                            | 31.791                                            | 34.948                                            | 38.598                                            | 40.974                                            | 40.804                                            | 41.779                                            | 40.481                                            | 39.757                                            |
| Jahr                                              | 2000                                              | 2010                                              | 2020                                              | 2030                                              | 2040                                              | 2050                                              | 2060                                              | 2070                                              | 2080                                              | 2090                                              |
| Einwohner                                         | 35.690                                            | 36.592                                            | 37.121                                            |                                                   |                                                   |                                                   |                                                   |                                                   |                                                   |                                                   |

## Kultur und Sehenswürdigkeiten

### Bauwerke
In Lewiston wurden vier Distrikte und eine Reihe von Gebäuden unter Denkmalschutz gestellt und ins National Register of Historic Places aufgenommen:
Als Distrikt wurde unter Denkmalschutz gestellt:
- Bates Mill Historic District, aufgenommen 2010, Register-Nr. 10001036
- Lewiston Mills and Water Power System Historic District, aufgenommen 2015, Register-Nr. 15000415
- Lower Lisbon Street Historic District, aufgenommen 1985, Register-Nr. 85001128
- Main Street-Frye Street Historic District, aufgenommen 2009, Register-Nr. 08001355

Weitere Gebäude:
- Androscoggin Mill Block, aufgenommen 2001, Register-Nr. 01000367
- Atkinson Building, aufgenommen 1983, Register-Nr. 83000444
- John D. Clifford House, aufgenommen 1987, Register-Nr. 87002190
- Clough Meeting House, aufgenommen 2013, Register-Nr. 13000438
- College Block-Lisbon Block, aufgenommen 1986, Register-Nr. 86002279
- Continental Mill Housing, aufgenommen 1979, Register-Nr. 79000124
- Dominican Block, aufgenommen 1980, Register-Nr. 80000212
- First Callahan Building, aufgenommen 1986, Register-Nr. 86002280
- First McGillicuddy Block, aufgenommen 1986, Register-Nr. 86002281
- First National Bank, aufgenommen 1986, Register-Nr. 86002282
- Sen. William P. Frye House, aufgenommen 1976, Register-Nr. 76000189
- Grand Trunk Railroad Station, aufgenommen 1979, Register-Nr. 79000127
- Hathorn Hall, Bates College, aufgenommen 1970, Register-Nr. 70000071
- Healey Asylum, aufgenommen 1979, Register-Nr. 79000128
- Captain Holland House, aufgenommen 1985, Register-Nr. 85000609
- Holland-Drew House, aufgenommen 1978, Register-Nr. 78000324
- Philip M. and Deborah N. Isaacson House, aufgenommen 2011, Register-Nr. 11000816
- Jordan School, aufgenommen 1984, Register-Nr. 84001355
- Kora Temple, aufgenommen 1975, Register-Nr. 75000088
- Lewiston City Hall, aufgenommen 1976, Register-Nr. 76000085
- Lewiston Public Library, aufgenommen 1978, Register-Nr. 78000157
- Lewiston Trust and Safe Deposit Company, aufgenommen 1986, Register-Nr. 86002283
- Lord Block, aufgenommen 1986, Register-Nr. 86002284
- James C. Lord House, aufgenommen 1978, Register-Nr. 78000158
- Lyceum Hall, aufgenommen 1986, Register-Nr. 86002285
- Maine Supply Company Building, aufgenommen 1986, Register-Nr. 86002286
- Manufacturer`s National Bank, aufgenommen 1986, Register-Nr. 86002287
- Marcotte Nursing Home, aufgenommen 1985, Register-Nr. 85003128
- Dr. Louis J. Martel House, aufgenommen 1983, Register-Nr. 83000445
- Oak Street School, aufgenommen 1976, Register-Nr. 76000190
- Odd Fellows Block, aufgenommen 1986, Register-Nr. 86002288
- Osgood Building, aufgenommen 1986, Register-Nr. 86002289
- Bradford Peck House, aufgenommen 2009, Register-Nr. 09000010
- Pilsbury Block, aufgenommen 1983, Register-Nr. 83000446
- St. Joseph’s Catholic Church, aufgenommen 1989, Register-Nr. 89000845
- Saint Mary’s General Hospital, aufgenommen 1987, Register-Nr. 87002191
- Basilika St. Peter und Paul, aufgenommen 1983, Register-Nr. 83000447
- Savings Bank Block, aufgenommen 1978, Register-Nr. 78000323
- Second Callahan Block, aufgenommen 1986, Register-Nr. 86002290
- Trinity Episcopal Church, aufgenommen 1978, Register-Nr. 78000159
- Union Block, aufgenommen 1986, Register-Nr. 86002291
- US Post Office-Lewiston Main, aufgenommen 1986, Register-Nr. 86000879
- Dr. Milton Wedgewood House, aufgenommen 1986, Register-Nr. 86000071

## Wirtschaft und Infrastruktur

### Verkehr
Auburn und Lewiston sind über die Interstate 95 und eine Eisenbahnlinie mit den Zentren Augusta im Norden und südlich mit Biddeford und Boston in Massachusetts verbunden. Der U.S. Highway 202 führt in nordsüdliche Richtung durch die City.

### Medien
In Lewison erscheint die Tageszeitung, „Sun Journal“, die auch die Zwillingsstadt Auburn mit einer Lokalzeitung versorgt.

### Bildung
In Lewiston ist das gesamte amerikanische Schulspektrum vertreten, von Elementary Schools über diverse Highschools und Colleges bis hin zu einem Zweig der University of Maine.

## Persönlichkeiten

### Söhne und Töchter der Stadt
- Ebenezer Herrick (1785–1839), Politiker
- Anson Herrick (1812–1868), Politiker
- Alonzo Garcelon (1813–1906), Gouverneur von Maine
- William P. Frye (1830–1911), US-Senator
- T. F. Callahan (1856–1934), Geschäftsmann und Politiker
- Daniel J. McGillicuddy (1859–1936), Politiker
- Edward Cary Hayes (1868–1928), Präsident der American Sociological Association
- Marsden Hartley (1877–1943), Maler der klassischen Moderne
- Wallace H. White (1877–1952), US-Senator
- John David Clifford (1887–1956), Bundesrichter
- Howard Fogg (1892–1953), kanadischer Dirigent und Komponist
- Robert LeGendre (1898–1931), Leichtathlet
- Frederick G. Payne (1904–1978), Politiker
- George Acheson (1904–1989), Generalmajor der US Air Force
- Donald E. Strout (1909–1986), Klassischer Philologe und Bibliothekar
- Frank M. Coffin (1919–2009), Politiker
- James B. Longley (1924–1980), Gouverneur von Maine
- Willis Barnstone (* 1927), Lyriker, Übersetzer, Literaturkritiker und Hochschullehrer
- Morton A. Brody (1933–2000), Bundesrichter
- Karl Berkelman (1933–2009), Teilchenphysiker und Hochschullehrer
- John Foss (1936–2023), Musiker
- John A. Thorpe (1936–2021), Mathematiker
- John Bower (1940–2017), Skilangläufer
- Clarence White (1944–1973), Bluegrass-Gitarrist, Mitglied der Kentucky Colonels und der Byrds
- William J. Begert (* 1946), General der US Air Force
- Paul LePage (* 1948), Gouverneur von Maine
- James B. Longley Jr. (* 1951), Kongressabgeordneter
- Henry John Bear (* 1955), Politiker
- Patrick Dempsey (* 1966), Schauspieler
- Joey Gamache (* 1966), Boxer
- Anne-Lise Parisien (* 1972), Skirennläuferin

### Persönlichkeiten, die vor Ort gewirkt haben
- Louis J. Brann (1876–1948), Politiker
- Jared Golden (* 1982), Politiker
- Charlotte MacLeod (1922–2005), kanadisch-US-amerikanische Krimi-Schriftstellerin
- Armand G. Sansoucy (1910–1983), Politiker, Bürgermeister von Lewiston, Maine State Auditor
- Olympia Snowe (* 1947), Politikerin